# Il y a (chanson)
Pour les articles homonymes, voir Il y a.
 (septembre 2014).
Si vous disposez d'ouvrages ou d'articles de référence ou si vous connaissez des sites web de qualité traitant du thème abordé ici, merci de compléter l'article en donnant les références utiles à sa vérifiabilité et en les liant à la section « Notes et références ».
Singles de Vanessa Paradis
Adrienne (duo avec Albin de la Simone) 
 (février 2009) La Seine (duo avec Matthieu Chédid) 
 (juin 2011)
Pistes de 'Best of'
Pourtant
Il y a est le 28e single de Vanessa Paradis. Il est écrit et composé par Gaëtan Roussel, le leader du groupe Louise Attaque.
La chanson est lancée en radio et en téléchargement légal en octobre 2009.
Il s'agit du premier extrait de l'album Best of, la première compilation de la chanteuse.

## Versions
- Vanessa Paradis interprète ce titre durant sa Tournée Acoustique en 2010/2011 et lors du Love Songs Tour en 2013/2014.
- Gaëtan Roussel, créateur de la chanson, la reprend durant sa tournée 2013.
- Fréro Delavega dans la première chanson de leur premier album du même nom.

## Ventes
Il y a atteint la place numéro 6 des meilleures ventes de singles en téléchargement légal. Il reste 27 semaines au sein du Top 50. Le single n'a pas été commercialisé en support physique mais en digital uniquement.
En Belgique, il rencontre également un grand succès en se classant numéro 4 des meilleures ventes de singles.
Il s'écoule à 100 000 exemplaires[Où ?].

## Le clip
Le clip est réalisé par Johnny Depp, le compagnon de Vanessa Paradis à cette époque et tourné dans leur propriété du Sud de la France.
Vanessa chante face caméra avec un chapeau haut de forme sur la tête. Entrecoupé d'images de style rétro, on y aperçoit le couple en mariés ainsi que leurs enfants (Lily-Rose Depp et Jack) ainsi que leurs amis, réunis dans une bonne ambiance.
Le clip est diffusé en exclusivité sur le site officiel de Vanessa Paradis le 15 octobre 2009 puis mis en télé le 21 octobre 2009.

## Musiciens
- Guitares / Ukélélé : Gaëtan Roussel
- Basse / Contrebasse / Guitare électrique : Joseph Dahan
- Calebasse : Mamadou Kone
- Shaker / cymbales / Caisse claire : Pierre-Valéry Lobé
- Flûte : Sylvain Rifflet
- Cor : François Bonhomme
- Mixeur : Jean Lamoot